# 佐藤修 (ボクサー)
佐藤 修（さとう おさむ、1976年12月16日 - ）は、日本の元プロボクサー。兵庫県神戸市出身。元WBA世界スーパーバンタム級王者。現役時代は協栄ボクシングジム所属。神戸国際大学附属高等学校卒業。
ボクサー時代のニックネームはハルク・ホーガンにも由来し、「大きな男」を意味するHULK（ハルク）。入場曲はケンイシイの『Future is what we are』。現役引退後の俳優業における芸名は蓮 ハルク（れん ハルク）。

## 来歴

### ボクサー時代
高校時代にアマチュアボクシングを始め近畿高校フライ級王者（同い年の名護明彦とは当時から親友）、鬼塚勝也に憧れ1995年に日本のプロボクシングジムで最多の世界王者輩出数を誇る協栄ジムに入門。同年9月25日、日本武道館（当時のWBC世界フライ級王者勇利アルバチャコフの防衛戦前座）でプロデビュー（4回判定勝ち）。
4回戦時代に1度のKO負けはあったものの、それ以外は無敗をキープ。
2001年4月16日、25戦目でOPBF東洋太平洋スーパーバンタム級王座獲得（1度防衛後返上）。
2002年2月5日、世界初挑戦。WBC世界スーパーバンタム級王者ウィリー・ホーリン（米国）に挑む。3回に2度のダウンを喫し、KO負け寸前にまで追い込まれるものの、驚異的な回復を見せ、その後猛反撃を展開。しかし、優勢とされた最終回でジャッジの一人が"10-10"のイーブン採点したのが響き、判定は引き分け。王座獲得はならなかった。
3か月後の5月18日、世界再挑戦。WBA世界スーパーバンタム級王者ヨーダムロン・シンワンチャー（タイ）に挑む。序盤は王者の攻勢を許し、敗色濃厚となるも、5回以降にようやくペースアップ。7回に2度のダウンを奪うと、迎えた8回、左ボディブローで王者をリングに沈め、逆転KO勝ち。王座奪取に成功する。この試合は2002年度プロ・アマチュア年間表彰選手選考会で年間最高試合賞に選出され、同時に佐藤は殊勲賞も受けた。
2002年10月9日、初防衛戦。サリム・メジクンヌ（フランス）と対戦するも、挑戦者の技巧の前に、本来のボクシングをさせてもらえず、結局12回判定負け。わずか5か月弱で世界王座から陥落した。
2003年7月21日、9か月ぶりの再起戦は、フェザー級での世界再挑戦を視野に入れ、フェザー級上限から1ポンド下げた125ポンド（56.7kg）契約で元WBA世界スーパーフライ級王者ヨックタイ・シスオーとの元世界王者対決。3回に左フックでダウンを奪われる等、大苦戦。三者三様の引き分けに終わり、年内に予定されていた世界再挑戦は延期となった。その後、12月にノンタイトル戦を戦い、2回KO勝ち。
2004年6月4日、2階級制覇を目指し、WBA世界フェザー級王者クリス・ジョン（インドネシア）に挑戦するも、0-3（109-120、111-117、113-116）の判定負けを喫した。この試合を最後に現役を引退。2005年3月21日、後楽園ホールで開催されたガッツファイティング（メインは坂田健史再起戦）で引退セレモニーを行った。

### 引退後
現役時代はSMAPの木村拓哉とテレビCMで共演したことがあった。
引退後はアドバイザーとして協栄ジムに留まる一方、個人事務所を設立し俳優に転向（一時期スターダストプロモーション属したが現在は契約解除）。「蓮ハルク」の芸名で活動している。また、現役時代にテレビ中継を担当していたTBSでボクシング解説を務めている（ここでは本名「佐藤修」を名乗っている）。

## 戦績
- アマチュアボクシング：21戦15勝（4KO・RSC）6敗
- プロボクシング：33戦27勝（16KO）3敗3分

## 獲得タイトル
- 第26代OPBF東洋太平洋スーパーバンタム級王座（防衛1=返上）
- WBA世界スーパーバンタム級王座（防衛0度）

## 出演

### テレビ
- 「ガチンコ!」ファイトクラブ 第5シリーズ

### 映画
- 「俺は、君のためにこそ死ににいく」2007年初夏
- 「アンダードッグ」2020年[4]

### ドラマ
- 「自転車少年記」（2006年11月23日）
- 「敵は本能寺にあり」（2007年）
- 「水戸黄門」（2008年第38部）
- 「だいすき!!」
- 「1ポンドの福音」（第1話）
- 「再婚一直線!」
- 「玉蘭」
- 「相棒」season11 第3話「ゴールデンボーイ」（2012年10月24日）

## 関連書籍
- 千代泰之監修　『一拳一会 だからボクシングは面白い』　エベイユ、2008年7月26日発行 ISBN 978-4-434-12176-0
- 金平桂一郎　『拳の真相 わが父と11人のチャンピオンたち』　双葉社、2009年1月14日発行 ISBN 978-4-575-30100-7